# Teoría de la estructuración
La teoría de la estructuración de Anthony Giddens es una teoría social sobre la creación y reproducción de sistemas sociales, la cual se basa en el análisis tanto de la estructura como de los agentes involucrados, sin dar prioridad a ninguno de ellos. 
Giddens en su teoría de la estructuración muestra la dualidad de las estructuras, explica que la estructura habilita a partir de recursos y limita a partir de reglas. 
Además, dice que las prácticas sociales son condición y resultado de la estructura social, porque los actores no dan nacimiento a sus prácticas, sino que las recrean continuamente, y la estructura social se mantiene gracias a las prácticas sociales que los actores realizan dentro de ella.
Además usó conceptos como el de reflexividad, que tenía que ver con que los actores están conscientes de sus acciones y las de los demás en un contexto determinado.

## Propuesta ontológica

### El ciclo de la estructuración

#### El agente actuante
Lo que Giddens denomina el modelo de estratificación del propio-ser actuante es una interpretación del agente humano que se centra en tres procesos (1) registro reflexivo de la acción, 2) racionalización y 3) motivación de la acción) y en tres capas conciencia discursiva, 2) conciencia práctica y 3) motivos/cognición inconscientes.
El registro reflexivo de la acción es un proceso que 1) archiva las actividades y crea expectativas de que los otros hagan lo mismo y 2) registra aspectos sociales y físicos de los escenarios en los que las interacciones ocurren.
La racionalización de la acción es un proceso por el que por rutina y casi sin esfuerzo los agentes tienen una ‘comprensión teórica’ sobre los fundamentos de sus actividades.
La motivación de la acción no está unida directamente a la continuidad de una acción como los otros dos elementos constitutivos. Denota más un potencial de acción basado en planes generales o programas (proyectos en términos Schutz) dentro de los que se escenifica un espectro de conducta.

#### Obrar
De acuerdo a una visión muy generalizada, el obrar humano se define solo por referencia a sus intenciones. Esto quiere decir que sólo se puede considerar acción si existe la intención de obrar así, ya que de lo contrario sería una mera respuesta reactiva. Sin embargo, la mayoría de los actos no presentan esa característica. Muchos filósofos y sociólogos se han esforzado en entender la naturaliza de la actividad intencional. Para la teoría de la estructuración el interés no se encuentra en la intención de la acción, sino en las consecuencias no buscadas de la acción.
Giddens considera que una definición más precisa de obrar es aquella que no resalte las intenciones sino su capacidad de hacer las cosas (lo que implica poder). Se define obrar como los sucesos de los que un individuo es el autor y los cuales no habrían tenido lugar si el agente no hubiera intervenido. También está el caso de ‘hacer algo sin intención’, que es perseguir un objetivo específico y en el camino hacer que ocurran otras cosas independientemente de que el objetivo inicial se haya cumplido . Es necesario, pues, distinguir entre lo que el agente ‘hace’ y lo que es ‘buscado’.
Haceres no intencionales se pueden distinguir conceptualmente de consecuencias no buscadas de haceres. Actos en apariencia triviales pueden desencadenar sucesos muy alejados de él en tiempo y espacio. Mientras más alejados en tiempo y espacio estén las consecuencias de un acto del contexto original del acto, menos probables será que esas consecuencias hayan sido intencionales y esto se ve tanto por el alcance de saber que los actores poseen como por el poder que son capaces de movilizar.
De este modo el obrar (situado en el tiempo y el espacio) tienen consecuencias no buscadas de la acción que se pueden realimentar sistemáticamente para convertirse en condiciones inadvertidas de la acción. El análisis clásico de las consecuencias no buscadas de la acción lo realiza Merton en el subcapítulo “funciones latentes y manifiestas” de su libro teoría y estructura sociales. Pero Merton asocia luego las consecuencias no buscadas de la acción con el análisis funcional, un paso que Giddens rechaza. 
De acuerdo con Giddens, hay tres grandes contextos de investigación -distinguibles sólo analíticamente- se derivan de la conexión entre las consecuencias no buscadas de la acción y las prácticas institucionalizadas (sistemas sociales).
1) El interés en acumular sucesos derivados de una circunstancia iniciadora sin que esa acumulación no se habría producido. Se atiende a una cadena o secuencia de sucesos, reconstruidos y analizados de manera contrafáctica.
2) El interés en múltiples actividades individuales que se entretejen para dar como resultado una pauta de consecuencias. En este punto hay un “efecto de composición” como resultado de la sumación de actos, cada uno de los cuales se lleva a cabo intencionalmente pero el resultado final no fue buscado ni deseado por nadie.
3) El interés en los mecanismos de reproducción de prácticas institucionalizadas. En este caso las consecuencias no buscadas de la acción ofrecen las condiciones inadvertidas de una acción posterior dentro de un ciclo de realimentación no reflexiva (lazos causales).
¿Cómo sucede que ciclos de consecuencias no buscadas se realimenten para promover una reproducción social por largos periodos de tiempo? De manera general la forma en que se conectan las consecuencias no buscadas de la acción con prácticas institucionalizadas que promueven la reproducción social por largos periodos de tiempo es por medio de actividades repetitivas, localizadas en un contexto de tiempo y espacio que en consecuencia regularizan esas actividades por un espacio-tiempo lejano. Después, lo que ocurre en esta segunda parte de contextos influye -directa o indirectamente- sobre las posteriores condiciones de una acción en el contexto original.